# Petaurista magnificus
Petaurista magnificus — вид гризунів родини Sciuridae. Ця велика летяга живе в гімалайських лісах в Азії (Бутан, Індія, Непал, пд. Тибет). Зареєстрований на висотах від 400 до 3700 метрів над рівнем моря. Як і інші летяги, вона веде нічний спосіб життя і здатна ковзати (а не літати, як кажан) на великі відстані між деревами, розправляючи патагіум, шкіру між кінцівками.

## Середовище й спосіб життя
Цей вид мешкає у вічнозелених тропічних і субтропічних і широколистяних лісах. Здається, віддає перевагу листяним лісам. Гнізда з круглим входом займають на висоті 5–15 м над землею. Повідомляється, що вони мають період генерації 7–8 років. Веде деревний і нічний спосіб життя та харчується листям, бруньками та квітами рододендронів та інших дерев, а також фруктами та травами. Здатний планерувати. Спостерігали, як особини цього виду ковзають на відстань від 60 до 100 метрів і роблять легку дугу вгору, щоб приземлитися.

## Морфологічні особливості
Petaurista magnificus досягає довжини голови й тулуба від 36 до 42 сантиметрів, а довжина хвоста — від 41,5 до 48 сантиметрів. Довжина задньої лапи становить 72–78 міліметрів, довжина вуха 41–43 міліметри. Колір спини від коричневого до червонувато-коричневого з темно-коричневою або чорною смугою, яка тягнеться від голови через спину до основи хвоста. На плечах є жовтувато-коричневі плями, облямовані червонувато-коричневим кольором, а верхня сторона махової перетинки також забарвлена в червоно-коричневий колір. Живіт і горло, а також лапи більш світло-рудувато-коричневі. Основа хвоста темно-коричнева, після чого хвіст стає рудувато-коричневим протягом більшої частини своєї довжини і має чорний кінчик. Порівняно з Petaurista elegans, з якою вид частково симпатричний, він приблизно на 25 % більший.